# Gridley (Kansas)
Pour les articles homonymes, voir Gridley (homonymie).
Gridley est une ville américaine située dans le comté de Coffey, au Kansas. Selon le recensement de 2010, sa population est de 341 habitants.